# Susan Lordi Marker
Susan Lordi Marker (geboren 1954 in Beaver Falls, Pennsylvania) ist eine amerikanische Künstlerin. Bekannt ist Susan Lordi Marker vor allem für ihre Skulpturen die unter der Bezeichnung „Willow Tree“ weltweit vermarktet werden.

## Leben
Die italienischstämmige Susan Lordi Marker wuchs in St. Louis auf. Ihr Vater war Elektriker und spielte Klarinette in einem Orchester in Alton, ihre Mutter spielte Theater und war Englisch- und Spanisch-Lehrerin. Sie hat noch weitere drei Geschwister. 1972 schloss sie die Parkway Central High School in Chesterfield (Missouri) ab.
1974 erhielt Susan Lordi Marker ein Stipendium (InterFuture Study Travel Scholarship Award) der University of Missouri in Columbia und erhielt 1976 für ihr Studium am College of Human Environmental Sciences im Fach Environmental Design den Bachelor of Science mit cum laude. Anschließend zog sie nach Kansas City und begann als Innenarchitektin für Restaurants zu arbeiten. In den Jahren 1990 bis 1993 erhielt sie ein Stipendium (Graduate Merit and Research Scholarship Award) der University of Kansas in Lawrence und erhielt 1993 den Master of Fine Arts.
Sie arbeitet vor allem mit Textilfasern. Susan Lordi Marker erhielt für ihre Werke mehrere Auszeichnungen bei Wettbewerben. Sie stellt ihre Werke regelmäßig bei entsprechenden Ausstellungen und Werkschauen aus. Sie unterrichtet als Dozent am Johnson County Community College und am Kansas City Art Institute.
Ab dem Jahr 2000 begann Susan Lordi Marker mit der Herstellung von ihr geschaffener Ton-Figurinen unter der Markenbezeichnung „Willow Tree“. Die Figuren sind aus Resin hergestellt und basieren auf von ihr gefertigten Originalen.
Sie ist seit 1978 verheiratet mit Dennis C. Marker. Die beiden haben zwei Kinder.

## Ausstellungen (Auswahl)
- 1993: Unspoken Dialogues: Fiber Constructions by Susan Lordi Marker, University of Kansas Regents Center, Overland Park, KS
- 1993: Susan Lordi Marker: Resonant Voices, University of Kansas Art and Design Gallery, Lawrence, KS
- 1994: Susan Lordi Marker, Appalachian Center for Crafts, Smithville, TN
- 2007: Rhythm: Susan Lordi Marker & Pauline Verbeek-Cowart, International Surface Design Conference, Blue Gallery, Kansas City, MO
- 2017: Echoes of the Prairie: Works in Cloth by Susan Lordi Marker, The Box Gallery, Kansas City, MO